# Associazione Calcio Bolzano 1977-1978
Questa voce raccoglie le informazioni riguardanti l'Associazione Calcio Bolzano nelle competizioni ufficiali della stagione 1977-1978.

## Rosa
| N. |                   | Ruolo | Calciatore         |
| -- | ----------------- | ----- | ------------------ |
|    | Italia (bandiera) | C     | Arduino Busnardo   |
|    | Italia (bandiera) | D     | Massimo Cappelloni |
|    | Italia (bandiera) | D     | Luciano Concer     |
|    | Italia (bandiera) | P     | Gianni Dalla Costa |
|    | Italia (bandiera) | C     | Rosaldo Federici   |
|    | Italia (bandiera) | C     | Giovanni Gavazzoni |
|    | Italia (bandiera) | C     | Alessandro Ghiro   |
|    | Italia (bandiera) | A     | Paolo Chizzali     |
|    | Italia (bandiera) | D     | Lino Giusto        |
|    | Italia (bandiera) | D     | Ermanno Merlo      |

| N. |                   | Ruolo | Calciatore           |
| -- | ----------------- | ----- | -------------------- |
|    | Italia (bandiera) | A     | Giuseppe Neumair     |
|    | Italia (bandiera) | C     | Maurizo Odorizzi     |
|    | Italia (bandiera) | P     | Fabrizio Paese       |
|    | Italia (bandiera) | C     | Roberto Perissinotto |
|    | Italia (bandiera) | A     | Vanni Rossi          |
|    | Italia (bandiera) | A     | Giovanni Sartori     |
|    | Italia (bandiera) | D     | Paolo Scolati        |
|    | Italia (bandiera) | C     | Benedetto Ventura    |
|    | Italia (bandiera) | D     | Maurizio Venturi     |
|    | Italia (bandiera) | A     | Daniele Vorazzo      |